# Hala (Film)
Hala ist ein amerikanisches Filmdrama der Regisseurin Minhal Baig aus dem Jahr 2019. Uraufgeführt wurde der Film am 26. Januar 2019 auf dem Sundance Film Festival, erstmals ausgestrahlt wurde der Film in Deutschland über Apple TV+ am 6. Dezember 2019. 

## Handlung
Hala, ein pakistanisch-amerikanisches Teenager-Mädchen in ihrem letzten Highschooljahr, ist zurückhaltend, beobachtet aber interessiert ihre soziale Umgebung. Sie befindet sich im Zwiespalt zwischen zwei Kulturen, einerseits der traditionellen muslimischen durch die Eltern vermittelten und andererseits der westlichen, offenen amerikanischen Kultur und kämpft darum, die beiden Seiten ihrer Identität in Einklang zu bringen.

## Besetzung und Synchronisation
Die deutschsprachige Synchronisation entstand unter der Dialogregie und dem Dialogbuch von Benedikt Rabanus durch die Synchronfirma FFS Film- & Fernseh-Synchron in München.
| Rollenname     | Schauspieler          | Synchronsprecher        |
| -------------- | --------------------- | ----------------------- |
| Hala Masood    | Geraldine Viswanathan | Leslie-Vanessa Lill     |
| Arash          | Sonny Bhatt           | Mario Linder            |
| Eram Masood    | Purbi Joshi           | Natascha Geisler        |
| Jesse Ross     | Jack Kilmer           | Tobias John von Freyend |
| Melanie        | Taylor Marie Blim     | Marcia von Rebay        |
| Mr. Lawrence   | Gabriel Luna          | Jochen Paletschek       |
| Shannon Taylor | Anna Chlumsky         | Martina Schölzhorn      |
| Daryll         | Pooch Hall            | Tim Knauer              |
| Zahid Masood   | Azad Khan             | Imtiaz Haque            |